# Pediocactus bradyi
Pediocactus bradyi là một loài thực vật có hoa trong họ Cactaceae. Loài này được L.D. Benson mô tả khoa học đầu tiên năm 1962.

## Hình ảnh

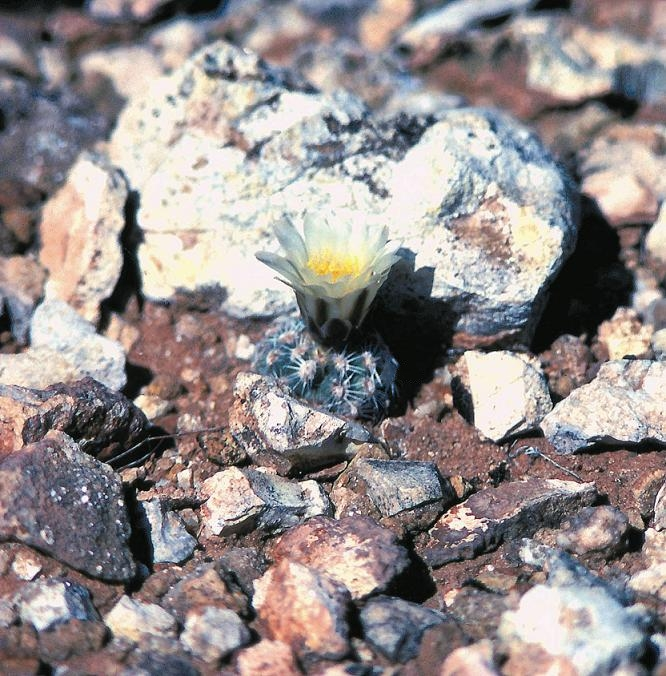
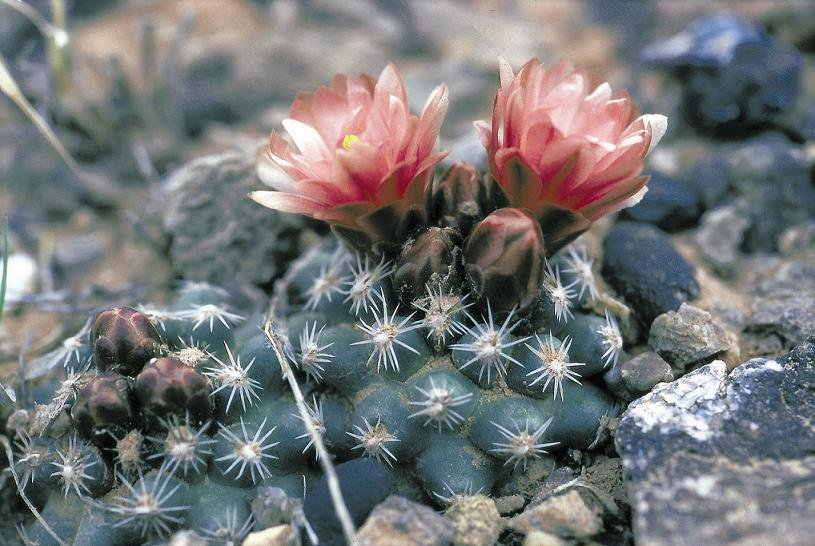
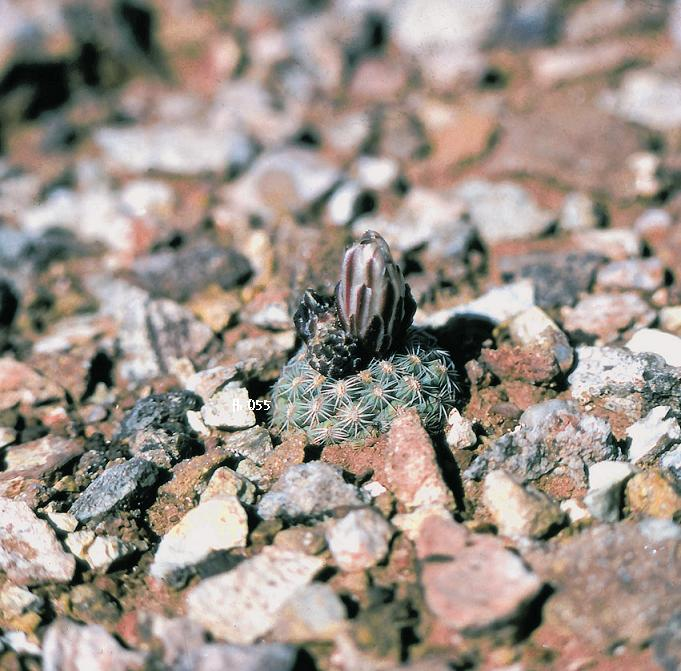
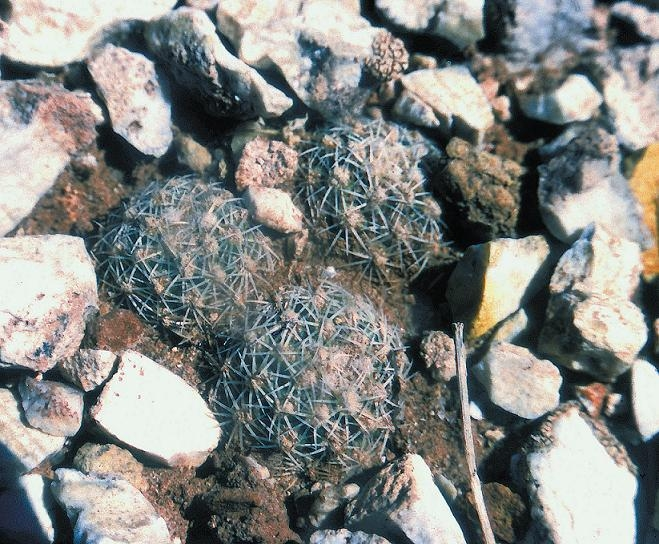